# Gasteracantha panisicca
Gasteracantha panisicca är en spindelart som beskrevs av Butler 1873. Gasteracantha panisicca ingår i släktet Gasteracantha och familjen hjulspindlar. Inga underarter finns listade i Catalogue of Life.